# Northern Light (sonda)
Northern Light fue una misión robótica a Marte que consistía en un módulo de aterrizaje y un rover, que estaba siendo estudiado por un consorcio de universidades, empresas y organizaciones canadienses siendo  el contratista  Thoth Technology Inc.
También se desarrolló un rover denominado "Beaver" y tenía un alcance máximo de 1000 metros desde el lugar de aterrizaje. Habría operado utilizando herramientas y sensores para investigar rocas superficiales que pueden contener la presencia de vida fotosintética.
Además, rover estará equipado con una cámara visible para maniobras y exploración de la superficie, así como un espectrómetro puntual y una cámara microscópica para estudios geológicos. El radar de penetración terrestre explorará el subsuelo marciano (hasta una profundidad de 20 m) y buscará agua.

## Objetivos
El objetivo de la misión era la búsqueda de agua, la búsqueda de vida, la investigación de la atmósfera marciana y el estudio de la radiación, además de la preparación para el retorno de muestras.

## Carga útil

### Lander Northern Light
- Espectrómetro Aurora: Va montado en el brazo robótico y combinado con un microscopio, el instrumento tendrá una amplia cobertura de longitud de onda (625 nm a 2500 nm) para evaluar las condiciones geológicas de la superficie e investigar a superficie de Marte. de la superficie.[6][7]
- Sistemas de cámaras: El módulo de aterrizaje Northern Light estará equipado con un sistema de cámaras capaz de realizar fotografías de campo estrechos y amplios. El estudio de campo estrecho proporcionará una vista panorámica de muy alta resolución del lugar de aterrizaje.[6]
- Sensores sísmicos MASSur:  Su objetivo es revelar las propiedades elásticas y mecánicas del material superficial de Marte. El uso de ondas de P y S y proporcionará estimaciones de compresibilidad y rigidez de la superficie cercana, así como de su estructura.[6]
- Sensores ambientales: El lander estaba  equipado con siete sensores ambientales para monitorear las condiciones del lugar de aterrizaje.[6]
- TC Corer: Taladrara rocas para su análisis con el espectrómetro Aurora.[6][7]

### Rover Beaver
- Georradar: El radar de penetración en el suelo (GPR) habría utilizado un radar de 200 MHz para proporcionar imágenes subterráneas  a una profundidad de 20 m.
- Sensores sísmicos MASSur: Iguales que el Lander.
- Sistema de cámaras: utilizara varias cámaras para explorar la superficie y otra cámara microscópica.[4]